# Заузеће Ктесифона (198)
До трећег по реду римског заузећа Ктесифона из 198. г.  дошло је за време Римско-партског рата (197—98), када је Септимије Север уз помоћ јаких снага, претходно разбивши опсаду код Нисибиса (197), продро све до поменуте партске престонице на источној обали Тигра успевши да је заузме од непријатеља који није пружао већи отпор.
Град је опљачкан и спаљен. Према Диону, много живота је настрадало, а према процени истог 100.000 је пало у ропство. Херодијан наводи да је заплењена краљевска ризница са свим накитом и драгоценостима.
Дана 28. јануара 198. године. Септимије је прогласио победу над Парћанима узевши притом титулу Pontifex Maximus.

## Напомена
1. ↑  Претходна два пада збила су се током 116. и 164. године за време царева Трајана и Луција Вера[1]